# Robert Bell (Geologe)
Robert Bell  (* 3. Juni 1841 in Toronto; † 17. Juni 1917 in Rathwell, Manitoba) war ein kanadischer Geograph und Geologe, bekannt für zahlreiche geographische Entdeckungen in Kanada. Über 3000 Namen von geographischen Lokalitäten sollen von ihm stammen, so dass er auch von seinen Kollegen Vater kanadischer Ortsnamen genannt wurde.

## Leben
Bell war der Sohn eines presbyterianischen Pfarrers und Amateur-Geologen. Schon als Jugendlicher assistierte er dem Geologen William Edmond Logan vom Geological Survey of Canada. Er studierte Bauingenieurwesen an der McGill University, wo er auch Geologie bei John William Dawson hörte und 1861 seinen Abschluss machte. Danach studierte er noch zwei Jahre Naturwissenschaften an der Universität Edinburgh und wurde 1863 Professor für Chemie und Naturwissenschaften am Queen’s College in Kingston (Ontario). In den Sommermonaten arbeitete er schon als Student für den Geographical Survey, in den er 1867 eintrat und ab 1869 fest angestellt war. Er blieb dort den Rest seiner Karriere, wurde 1877 Assistant Director, 1890 Chefgeologe und war 1901 bis 1909 Acting Director, wurde aber zur eigenen Enttäuschung nie Direktor. 1908 ging er offiziell in den Ruhestand.
Bell erkundete besonders den Norden von Québec, Ontario, Manitoba, die östliche kanadische Arktis, die Prärien von Saskatchewan und die Ölsande in Athabasca (Alberta). Dabei machte er Aufzeichnungen über Flora, Fauna, Geologie, Klima, Bodenbeschaffenheit, Ethnologie und Lagerstätten.
Er schrieb über 200 Berichte und Veröffentlichungen im Rahmen seiner Tätigkeit beim Survey. Ein Großteil seines umfangreichen Nachlasses ist in den National Archives of Canada.
1878 erwarb er sein Arzt-Diplom (M.D.) von der McGill University.
Er war Fellow der Geological Society of London (1865), der Royal Society (1897), der Royal Society of Canada. 1906 erhielt er die Cullum Medal der American Geographical Society und 1906 die Patron´s Medal der Royal Geographical Society. Er war mehrfacher Ehrendoktor (McGill University, Cambridge University, Queen’s University in Kingston). 1903 wurde er Companion des Imperial Service Order.
Er war der Onkel des Geologen James Mackintosh Bell.

## Ehrungen
Am 19. Mai 1938 ehrte die kanadische Regierung, vertreten durch den für das Historic Sites and Monuments Board of Canada zuständigen Minister, Robert Bell und erklärte ihn zu einer „Person von nationaler historischer Bedeutung“.